# Solti-sík
A Solti-sík (más néven Solti-lapály, illetve Solti-síkság) földrajzi tájegység Magyarországon. A síkság az Alföld, ezen belül a Duna menti síkság középtáj részét képezi.

## Határai
Nyugaton a Duna választja el a Közép-Mezőföldtől, északon a Csepeli-síkság, keleten a Kiskunsági-homokhát, délen pedig a Kalocsai-Sárköz határolja.

## Domborzata
A Solti-sík a Duna ártéri síkja. Kisebb kiemelkedései a két eróziós tanúhegy, a Solti-halom és a Tétel-halom.

## Növényvilága
A mezőgazdasági művelés miatt területének már csak 23%-án található természetes vagy féltermészetes növénytakaró. A Duna mentén ártéri ligeterdők és mocsarak, a mentett ártéren láperdő és zárt keményfaliget alkotja a potenciális növényzetet, elszórtan mocsárrétekkel, a keletebbi részeken szikes élőhelyek fordulnak elő, a Turjánvidékre pedig láprétek, láperdők és keményfaligetek jellemzők. A folyószabályozás és a belvíz elleni küzdelem sok helyütt csökkentette a vizes élőhelyek területét, a mocsarak összterülete lecsökkent. A löszsztyepprétek növényzete töredékesen maradt meg.
Összesen 600–800 növényfaj fordul elő a Solti-sík területén, ebből 60–80 védett.